# Hexafluor-but-2-yn
Hexafluoro-2-butyn, afgekort tot HFB, is een verbinding met fluorkoolstof met de brutoformule {\displaystyle {\ce {C4F6}}} of met structuurformule: {\displaystyle {\ce {F3CC#CCF3}}}. HFB is een derivaat van een alkyn, zeer elektrofiel en daarmee een sterk diënofiel in Diels-Alderreacties.
HFB wordt gesynthetiseerd in de reactie van zwaveltetrafluoride met butyndizuur of via de reactie van kaliumfluoride met hexachloorbuta-1,3-dieen.